# (4285) Hulkower
(4285) Hulkower es un asteroide perteneciente al cinturón de asteroides, descubierto el 11 de julio de 1988 por Eleanor F. Helin desde el Observatorio del Monte Palomar, Estados Unidos.

## Designación y nombre
Designado provisionalmente como 1988 NH. Fue nombrado Hulkower en honor al matemático estadounidense Neal D. Hulkower, amigo de la descubridoras.